# Gonzalo Henríquez
Gonzalo Henríquez Pettinelli, nacido en la ciudad de Concepción, es un músico y poeta chileno, fundador, compositor y líder de la banda González y Los Asistentes. Es el hermano menor de Álvaro Henríquez, músico de Los Tres y Los Pettinellis.

## Biografía
Gonzalo nació en la ciudad chilena de Concepción, Región del Biobío. Es hijo de Fidel Henríquez, quien fue ministro y presidente de la Corte de  Apelaciones y Juanita Pettinelli. Lo mismo que su madre,  Gonzalo estudió Lienciatura en Francés en la Universidad de Concepción. En sus tiempos libres ofrecía lecturas públicas de cuentos y poesía, las cuales comenzó a acompañar de música, asemejando los beatniks estadounidenses de los años 50.
En la década de 1990 se traslada a Santiago, entre otras razones para ayudar como iluminador en los conciertos de Los Tres, banda también de origen penquista, formada por su hermano Álvaro. En este rol de asistente técnico conoce a Christian Bravo, Claudio Espinoza y Juan Pablo Rojas, con quienes fundaría la agrupación González y Los Asistentes.

## Discografía

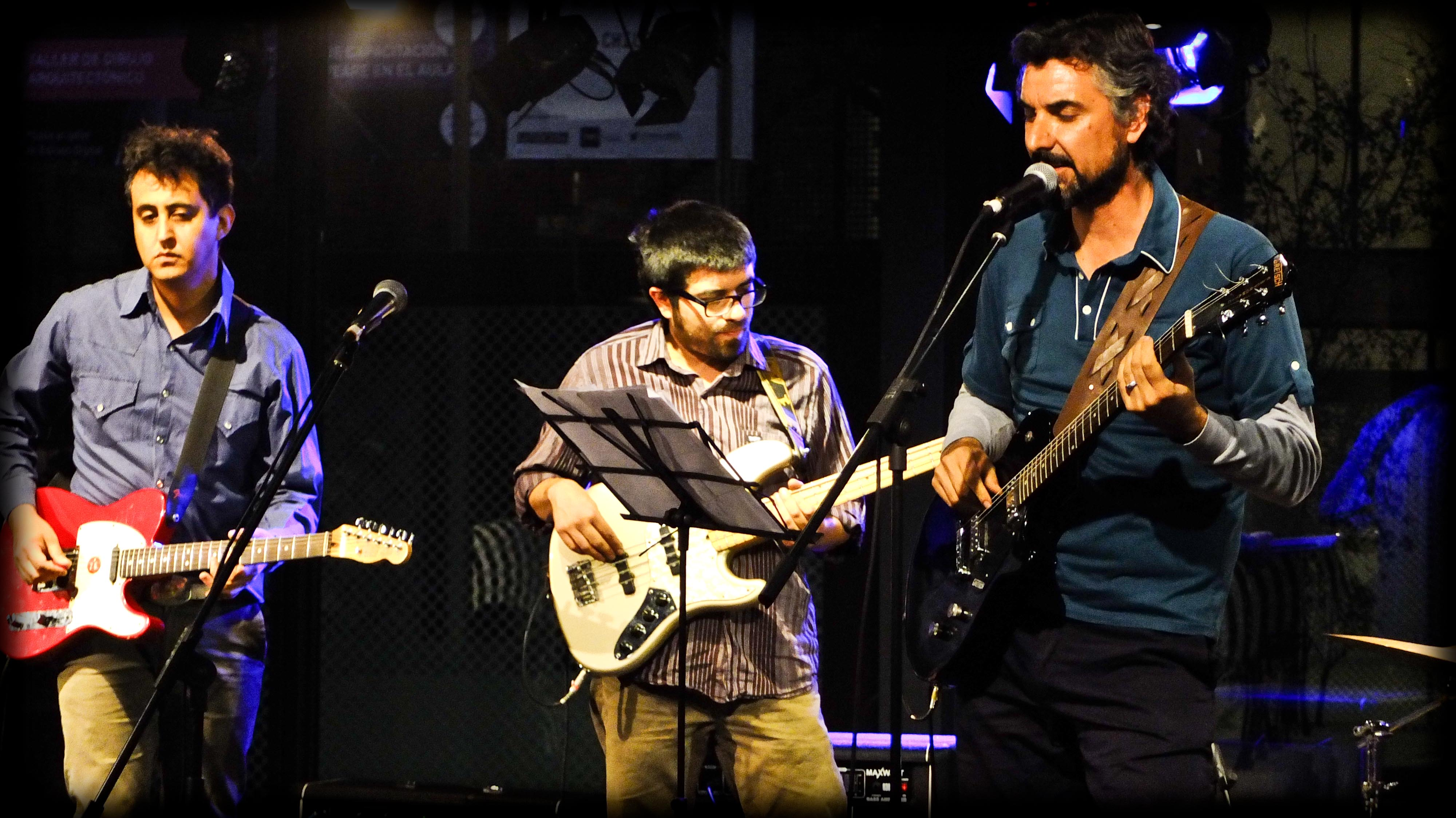
Gonzalo con González y Los Asistentes en 2012.

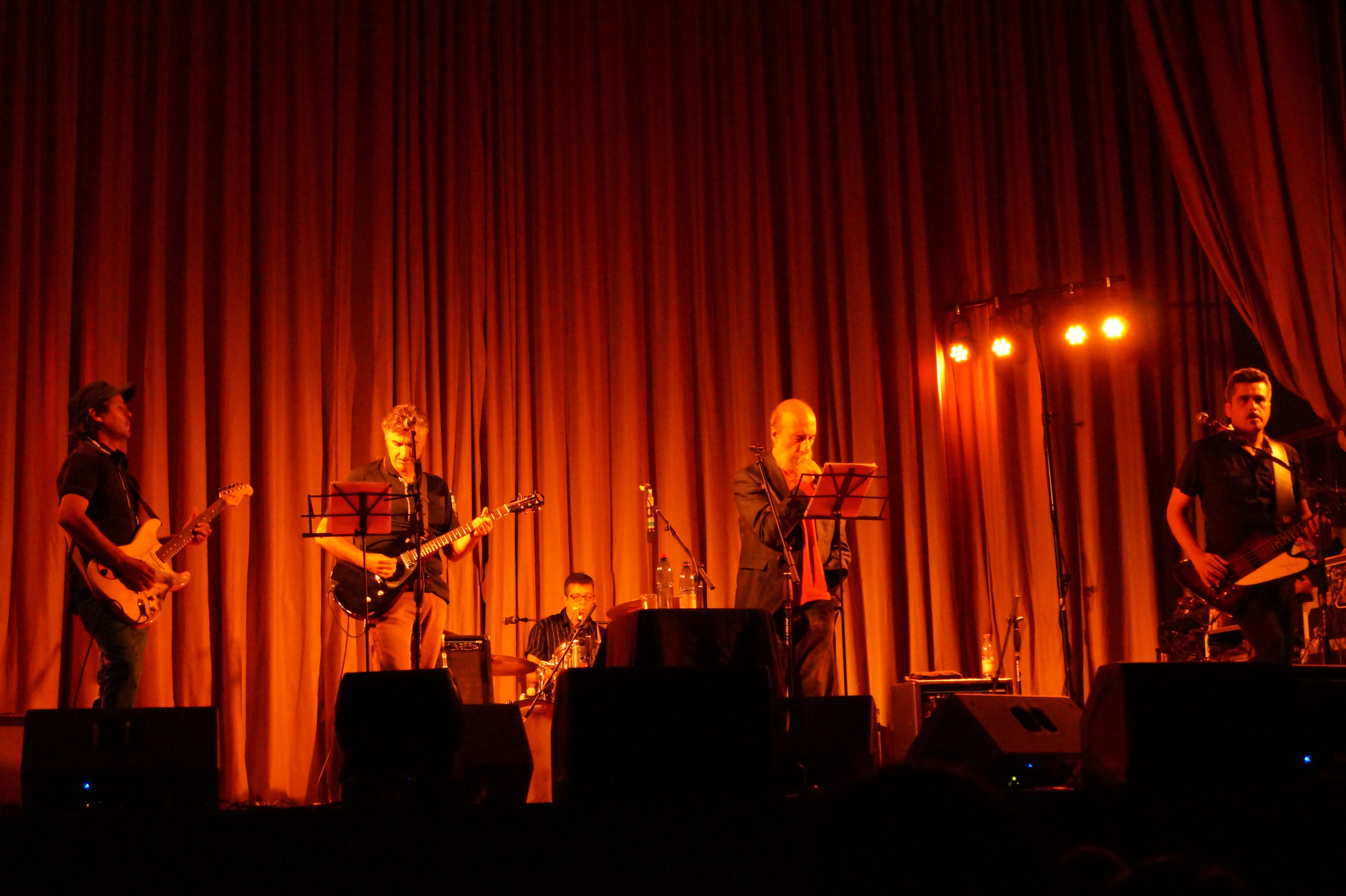
Gonzalo con Raúl Zurita y González y Los Asistentes en 2017 (Aula Magna, Universidad de Valparaíso).

### Con González y Los Asistentes

#### Álbumes de estudio
- 2001 - Cerrado con llave
- 2003 - Repite conmigo
- 2011 - Desiertos de amor (con Raúl Zurita)

#### Recopilatorios y DVD
- 2005 - Cecil Hotel

#### Colectivos
- 2001 - La Yein Fonda II
- 2001 - Estadio Nacional (banda sonora del documental homónimo de Carmen Luz Parot)
- 2003 - Sexo con amor. La música que no acaba (banda sonora de la película Sexo con amor)

### Como solista

#### Colectivos
- 2009 - Roberto Parra: Invocado